# Pau Nicolau Urdangarin i de Borbó
Pau Nicolau Urdangarin i de Borbó (Barcelona, 6 de desembre de 2000) és un noble i jugador d'handbol espanyol.
Va néixer a la Clínica Teknon de Barcelona el 6 de desembre de 2000, fill de la infanta Cristina de Borbó i d'Iñaki Urdangarin. El 20 de gener de 2001 va rebre el baptisme a un dels salons del Palau de la Zarzuela de mà de l'arquebisbe de Madrid, Antonio María Rouco, i del castrense, José Manuel Estepa, amb aigua portada del riu Jordà. Els seus padrins foren Kubrat de Bulgària i Alèxia de Grècia, amic de la infantesa i cosina de la infanta, respectivament.
Durant la infantesa, a causa de l'escàndol arran de l'esclat del cas Nóos, es va traslladar amb la família a Washington i, després, a Ginebra. Amb vocació per l'handbol, com el seu pare, va optar per una carrera professional esportiva. El 2018 va abandonar Ginebra i va marxar a Hannover per jugar a les categories inferiors del TSV Hannover-Burgdorf. El setembre de 2019 va fitxar pel francès HBC Nantes.
Durant la temporada 2020-2021 va estar ajudar al FC Barcelona Handbol B durant els entrenaments. Finalment, el 2021 va ser fitxat com a jugador del segon equip, tot i que va debutar amb el primer el 23 d'octubre contra el Bada Huesca, partit durant el qual va marcar tres gols. El 2023 va fitxar pel BM Granollers, a la lliga ASOBAL, que li pugui permetre jugar en el primer equip i mantenir la seva residència a Barcelona.
Manté una relació sentimental amb Johanna Zott, i malgrat ser una persona mediàtica, ha intentat fer vida discreta i sense cridar l'atenció dels mitjans de comunicació.

## Palmarès
- 6 de desembre de 2000-present: Excel·lentíssim senyor Pau Nicolau Sebastià de Tots Sants Urdangarin i Borbó, gran d'Espanya.